# Vagonul Arad
Vagonul Arad was een Roemeense voetbalclub uit de stad Arad. 

## Geschiedenis
De club werd in 1911 opgericht als Asociația Muncitorilor pentru Educație Fizică Arad, kortweg AMEF Arad. In 1913 sloot AS Tipografia Arad zich bij de club aan. Door het Verdrag van Trianon kwam Arad, dat voorheen in Oostenrijk-Hongarije lag, onder bewind van het koninkrijk Roemenië.
In 1921/22 plaatste de club zich voor de eindronde om het Roemeense landskampioenschap. In de eerste ronde had de club een bye en in de halve finale verloor de club van de latere kampioen Chinezul Timișoara. Na enkele jaren plaatste de club zich opnieuw in 1925/26 en versloeg Victoria Cluj en Colțea Brașov alvorens in de halve finale opnieuw op Chinezul te stuiten. Het volgende seizoen plaatste de club zich opnieuw, maar verloor nu in de kwartfinale van Universitatea Cluj. 
In 1932/33 was de club medeoprichter van de Divizia A, de moderne competitie. Na twee seizoene middenmoot werd de club laatste in 1934/35, maar degradeerde niet. Het volgende seizoen herpakte de club zich en werd vicekampioen achter Ripensia Timișoara. Twee jaar later was de competitie in twee reeksen verdeeld en werd AMEF tweede achter Rapid Boekarest in groep 1. Na een derde plaats eindigde de club in de middenmoot in 1939/40.
Na de Tweede Wereldoorlog speelde de club enkele seizoenen in de tweede klasse. In 1948 fusioneerde de club met Astra Arad en werd zo UVA-AMEF Arad. Na een aantal jaren derde klasse speelde de club verder op regionaal niveau. In 1954 promoveerde de club, die nu Metalul Arad heette terug naar de tweede klasse en werd laatste. Na één seizoen keerde de club onder de naam Energia Arad terug en kon deze keer het behoud verzekeren. De naam AMEF werd opnieuw aangenomen en in 1961 werd het Vagonul Arad. Na een degradatie in 1963 promoveerde de club meteen terug en werd een topclub in de tweede klasse en in 1968 werd de club kampioen. De terugkeer bij de elite in 1968/69 liep echter faliekant af voor de club, die laatste werd. Datzelfde seizoen bereikte de club wel de halve finale van de FRF Cup. Na twee seizoenen werd de club laatste en degradeerde naar de derde klasse. De club kon niet meer tippen aan de vroegere successen. In 1973 fuseerde de club met CFR Arad en werd zo Unirea Arad, een jaar later wijzigde de club de naam in Rapid Arad. In 1978 splitste CFR zich weer af maar Rapid bleef wel de naam behouden. In 1986 nam de club opnieuw de naam Vagonul Arad aan en in 1991 Astra Arad. In 1992 degradeerde de club opnieuw naar de derde klasse en in 1994 fusioneerde de club met Aris Arad, het vroegere Strungul Arad en nam nu de naam FC Arad aan. 
In 1996 nam de Roemeense telefoonmaatschappij Romtelecom de club over en de club probeerde tevergeefs te promoveren naar de tweede klasse. In 2006 degradeerde de club zelfs naar de vierde klasse en hield toen op te bestaan.

## Naamsveranderingen
- 1911 – AMEFA (AMTE)
- 1948 – UVA-AMEFA
- 1955 – Metalul
- 1957 – Energia
- 1959 – AMEFA
- 1962 – Vagonul
- 1973 – Unirea
- 1974 – Rapid
- 1986 – Vagonul
- 1991 – Astra
- 1994 – FC Arad
- 1996 – FC Arad Telecom
- 1997 – Telecom
- 2005 – Romtelecom